# Panorama Informativo
Panorama Informativo es un noticiero producido por Grupo ACIR, que se transmite de lunes a viernes en 3 emisiones: 
- De 6 a 10 de la mañana con Alejandro Villalvazo, Iñaki Manero y Alejandro Cervantes
- De 1 a 3 de la tarde con Iñaki Manero
- De 4 a 7 de la tarde con Alfredo Romo

Además la emisión de los sábados de 7 a 10 de la mañana.
```
A través de XHM-FM “88.9 Noticias” de FM de la 
Ciudad de México
, además de la cadena nacional de 
Grupo ACIR
.
```

Su nombre original fue "Informativo Panorama" con el eslogan "... el Informativo que todo México escucha", que fue tomado por otra emisión informativa años después. Romeo Herrera quien fuera director de noticias del grupo entre 1993 y 2006 decidió invertir el nombre para facilitar la recordación, sin embargo hay quienes creen que se escucha mucho mejor Informativo Panorama.
El informativo sale al aire el 1 de julio de 1989, transmitiéndose por el 1260 de AM (Radio Acir) y 95.3 de FM (Radio Amistad) en la Ciudad de México. Su creador es el periodista Guillermo Ochoa, quien condujo los primeros 4 años de la emisión, acompañado de quien fuera su compañera en el informativo de televisión Hoy Mismo: Lourdes Guerrero.
En 1994, el informativo pasa a manos del periodista José Cárdenas, quien condujo la emisión los siguientes dos años, por su parte Guerrero continuó en el equipo hasta 1997, año en el que muere de cáncer. Mientras tanto, en 1995 la emisión en FM del noticiero es movida al 88.9 de FM (en ese entonces Azul 89). José Cárdenas es despedido en junio de 1996. En los siguientes años Informativo Panorama fue conducido por Eduardo Pasquel, Ana Patricia Candiani y Jesús Martín Mendoza Arriola. En 1998 toma la titularidad del informativo Ricardo Rocha, bajo el nombre de Panorama Detrás de la Noticia, nombre con el que se le conoció al informativo hasta el 2000, cuando regresa Ochoa, quien conduce la emisión matutina, mientras que Rocha, hasta el 2002 conduce la emisión vespertina. En ese mismo año se integran al equipo Adela Micha y Ofelia Aguirre. 
A partir del 3 de noviembre de 2003, las emisiones del noticiero se transmiten únicamente en FM, puesto que la estación 1260 AM cambia su formato a programas hablados dirigidos a las mujeres.
En 2004, vuelve a salir Ochoa, cediéndole la emisión a Alejandro Cacho y Julieta Lujambio.
En 2004, Alejandro Villalvazo Bustos entra al equipo de la emisión, Adela Micha entra como conductora de un espacio radiofónico en Grupo Imagen.
A finales del mismo año, Guillermo Ochoa regresa al programa, el cual conduce en una emisión intermedia entre la matutina y la de mediodía, que se transmite a las 10 de la mañana en el 88.9 de FM.
En julio del 2006, Alejandro Cacho e Iñaki Manero integran una sección a la edición matutina, parodiando a los partidos políticos llamada Huarache con costilla: por un México satisfecho.
En febrero del 2009, Ochoa sale de la estación por motivos de salud cediéndole su lugar a Raúl González Soto para que después entrara Sofía Sánchez Navarro.
El 1 de julio de 2010 sale de la estación el operador de radio Daniel Martínez "El Dany Boy" quien le daba un toque carismático, aunque fuera de los micrófonos, cediéndole el lugar a Yamil Roldán (mini mad operator)
El 13 de abril de 2012, Areli Paz deja la estación sin haberse dicho nunca los motivos de su salida.
El 17 de mayo de 2013, Alejandro Cacho sale de la estación para formar parte del nuevo proyecto del diario El Financiero y Bloomberg, dejando desde el 20 de mayo de 2013 a Alejandro Villalvazo en la Primera Emisión con Iñaki Manero. Y a Raúl González Soto como titular de la Tercera Emisión junto a Maru Iniestra.
El 28 de junio de 2013, Sofía Sánchez Navarro conduce por última vez su noticiero 88.9 Noticias de 10 a 12 del día para entrar en un nuevo proyecto para su estación hermana 106.5 Mix, cediendo durante la siguiente semana los micrófonos a Alfredo Romo, quien ya era parte de ese espacio, y a Susana Melgarejo.
El 29 de junio de 2013, se transmite por última vez la Segunda Emisión de los Sábados con Maru Iniestra, y el 30 de junio terminan las tres emisiones dominicales con Raúl González Soto y Susana Melgarejo.
El 5 de julio de 2013, Carlos Muñoz deja de trasmitir la sección deportiva en la primera emisión, cediendo su lugar a Alejandro Cervantes. Carlos Muñoz sigue en Grupo Acir, cómo conductor en la estación 106.5 Mix.
El mismo día se emitieron por última vez la Segunda y Tercera Emisión, con sus titulares despidiéndose y agradeciendo a su público por todos los años que pasaron al aire con ellos.
El 6 de julio de 2013, la estación dejó de llamarse 88.9 Noticias y se identificaba simplemente como 88.9 haciendo referencia al cambio de formato de la estación, que pasó de ser 100% hablado a una mezcla de programas hablados y música en español, y finalmente el 15 de julio de 2013 surge Siempre 88.9, "Lo Mejor en tu Idioma" dejando solamente una emisión de Panorama Informativo de lunes a viernes de 6 a 10 de la mañana con Alejandro Villalvazo, Iñaki Manero y Alejandro Cervantes
Los sábados de 7 a 10 de la mañana se transmitía una emisión conducida por Alfredo Romo, sin embargo, a finales del 2015 dejó el programa para conducir solamente el suyo, de 4 a 7 de la noche de lunes a viernes, dejando el lugar vacío. Actualmente, los conductores del programa son los reporteros de Grupo ACIR y varían cada sábado, algunos de los que lo han conducido son José Antonio Morales Díaz, Ivonne Menchaca Sarmiento y Lalo González.
En 2015 regresan las 3 emisiones de Panorama Informativo y el programa de Sofía Sánchez Navarro Navarro, además la estación cambia de eslogan: Siempre 88.9 “Tráfico y Clima cada 15 minutos”.
El 8 de enero de 2018 la estación regresa a 
88.9 Noticias “Información que Sirve. Tráfico y Clima cada 15 minutos” y se mantienen las 3 emisiones de Panorama Informativo de lunes a viernes así como su emisión del sábado.
También continúa el noticiero 88.9 Noticias conducido por Sofía Sánchez Navarro